# 697402 Ao
697402 Ao este o planetă minoră (asteroid) din Outer Main Belt⁠(d). A fost descoperită pe 23 ianuarie 2017 la  de . 
Obiectul prezintă o orbită caracterizată de o semiaxă mare de 3,2291061902624 UAi, o excentricitate de 0,089446014958578, o înclinație de 8,9411159076547 ° în raport cu ecliptica.